# Бур-Сен-Морис (кантон)
Кантон Бур-Сен-Морис (фр. Bourg-Saint-Maurice) — один из 19 кантонов департамента Савойя, региона Овернь — Рона — Альпы, Франция. INSEE код кантона — 7305. Он полностью находится в округе Альбервиль. Кантон был создан в 1860 году. Общая площадь кантона составляет 841,15 км², население — 26 459 человек.

## История
Кантон Бур-Сен-Морис был создан в 1860 году, и до 2015 года в него входило 8 коммун. По закону от 17 мая 2013 и декрету от 14 февраля 2014 года количество кантонов в департаменте Савойя уменьшилось с 37 до 19. Новое территориальное деление департаментов на кантоны вступило в силу во время выборов 2015 года. В состав кантона Бур-Сен-Морис 22 марта 2015 года были добавлены коммуны кантона Эм, и общее количество коммун кантона увеличилось до 17.
1 января 2016 года коммуны Бельантр, Мако-ла-Плань, Ла-Кат-д'Эм и Валезан объединились в новую коммуну Ла-Плань-Тарантез, а коммуны Эм, Гранье и Монжиро в коммуну Эм-ла-Плань, что привело к уменьшению количества коммун в кантоне до 12.

## Население
Согласно переписи 2012 года (считается население коммун, которые в 2015 году были включены в кантон) население Бур-Сен-Мориса составляло 26 459 человек. Из них 24,2 % были младше 20 лет, 12,5 % — старше 65. 23,5 % имеет высшее образование. Безработица — 3,8 %. Экономически активное население (старше 15 лет) — 15 138 человек.

## Экономика
Распределение населения по сферам занятости в кантоне: 1,1 % — сельскохозяйственные работники, 11,1 % — ремесленники, торговцы, руководители предприятий, 7,3 % — работники интеллектуальной сферы, 29,2 % — работники социальной сферы, 31,8 % — государственные служащие и 19,6 % — рабочие.

## Коммуны кантона
C 2015 года в кантон входят 12 коммун, административный центр находится в коммуне Бур-Сен-Морис.
| Код INSEE | Почтовый индекс | Коммуна           | Название по-французски | Площадь, км² | Население, чел. (2012) | Плотность, чел./км² |
| --------- | --------------- | ----------------- | ---------------------- | ------------ | ---------------------- | ------------------- |
| 73054     | 73700           | Бур-Сен-Морис     | Bourg-Saint-Maurice    | 179,07       | 7741                   | 43,2                |
| 73304     | 73150           | Валь-д'Изер       | Val-d'Isère            | 94,39        | 1637                   | 17,3                |
| 73323     | 73640           | Вилларожер        | Villaroger             | 28,15        | 387                    | 13,7                |
| 73142     | 73210           | Ландри            | Landry                 | 10,62        | 852                    | 80,2                |
| 73150     | 73210           | Ла-Плань-Тарантез | La Plagne-Tarentaise   | 96,07        | 3859                   | 40,2                |
| 73077     | 73700           | Ле-Шапель         | Les Chapelles          | 17,31        | 532                    | 30,7                |
| 73176     | 73700           | Монвалезан        | Montvalezan            | 25,9         | 661                    | 25,5                |
| 73197     | 73210           | Пезе-Нанкруа      | Peisey-Nancroix        | 70,64        | 652                    | 9,2                 |
| 73232     | 73640           | Сент-Фуа-Тарантез | Sainte-Foy-Tarentaise  | 100,15       | 809                    | 8,1                 |
| 73285     | 73700           | Сез               | Séez                   | 42,55        | 2453                   | 57,6                |
| 73296     | 73320           | Тинь              | Tignes                 | 81,63        | 2494                   | 30,6                |
| 73006     | 73210           | Эм-ла-Плань       | Aime-la-Plagne         | 94,67        | 4382                   | 46,3                |

## Политика
Согласно закону от 17 мая 2013 года избиратели каждого кантона в ходе выборов выбирают двух членов генерального совета департамента разного пола. Они избираются на 6 лет большинством голосов по результату одного или двух туров выборов.
В первом туре кантональных выборов 22 марта 2015 года в Бур-Сен-Морисе баллотировались 2 пары кандидатов (явка составила 38,27 %). Во втором туре 29 марта, Огюст Пиколе и Сесиль Утий-Гран были избраны с поддержкой 77,33 % на 2015—2021 годы. Явка на выборы составила 34,38 %.
| Мандат | Мандат | Кандидаты                       |                | Партия                        | Первый тур | Первый тур     | Второй тур | Второй тур |
| Мандат | Мандат | Кандидаты                       | Кол-во голосов | Партия                        | % голосов  | Кол-во голосов | % голосов  |            |
| ------ | ------ | ------------------------------- | -------------- | ----------------------------- | ---------- | -------------- | ---------- | ---------- |
| 2015   | 2021   | Огюст Пиколе и Сесиль Утий-Гран |                | Союз за народное движение     | 4898       | 75,04          | 4611       | 77,33      |
| 2015   | 2021   | Изабель Фету и Реми Мартен      |                | Союз демократов и независимых | 1629       | 24,96          | 1349       | 22,67      |